# Emulsionsfärg
Emulsionsfärg är en målarfärg där två i varandra olösliga vätskor fås att samverka med hjälp av ett tredje ämne, kallat emulgator. Oftast består emulsionen av små fettdroppar finfördelade i vatten, på samma sätt som i vanlig mjölk. Exempel på sådana OV-emulsioner (olja i vatten) är temperafärg och linoljeblandad slamfärg. När man talar om emulsionsfärg syftar man ofta på olika OV-emulsioner som har använts under 1900-talet. Det finns också exempel på emulsionsfärg där små vattendroppar är emulgerade i olja (VO-emulsion).